# The Automatic
The Automatic, aussi connu sous le nom de The Automatic Automatic aux États-Unis est un groupe de pop indépendante britannique, originaire de Cardiff, dans le Pays de Galles. À l'origine, ils s'appelaient White Rabbit, ils se sont renommés The Automatic, la musique étant selon eux l'antidote à « la vie automatique ».
Après le lycée, ils signent leur premier album chez B-Unique Records (maison de disques des Kaiser Chiefs et Ordinary Boys). Voulant échapper à l'université ils commencent à jouer ensemble, influencés entre autres par Jarcrew, Blur et les Blood Brothers. Leur album enregistré, ils partent sur la route avec des groupes tels que Hard-Fi, The Ordinary Boys ou encore The Kooks.
Après le festival Get Loaded In The Park à la fin d'août 2007, Alex Pennie prend la décision de quitter le groupe. Alors que les trois autres membres du groupe partiront bientôt aux États-Unis enregistrer leur nouvel album, Alex Pennie est remplacé par Paul Mullen.

## Biographie

### Débuts (1998–2004)
Les membres se rencontrent pendant la primaire, au début des années 1990, et forment un groupe à 13 ans. Alex Pennie est recruté cinq ans plus tard,. Ils s'appelaient à l'origine White Rabbit, jusqu'en février 2005 avant de se rebaptiser The Automatic pendant que leur style musical était selon eux l'antidote à « la vie automatique ». Après avoir enregistré une démo deux pistes intitulée Monster et Rats en 2005, ils signent un contrat de cinq ans avec B-Unique Records.

### Not Accepted Anywhere(2005–2007)

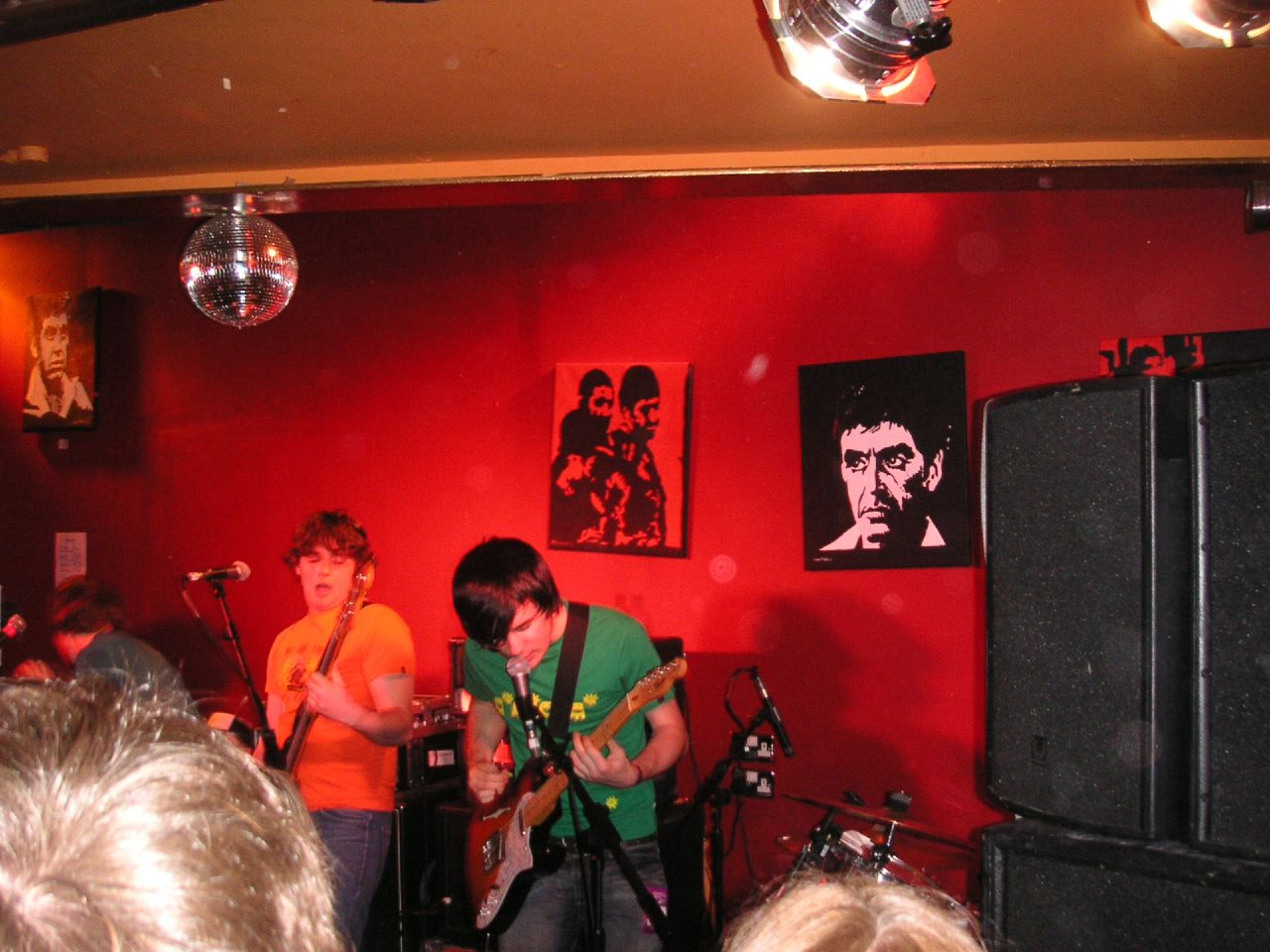
The Automatic au Camden Crawl en 2006.

Après leur signature avec B-Unique le groupe commence à écrire et enregistrer son premier album, qui prend forme avec la sortie d'un premier morceau, Recover, accompagné le 7 novembre 2005 de la face B Jack Daniels ; pour les deux prochains mois, le groupe reste en studio, et écrit un album qui doit être prêt avant janvier, délai imposé par leur label. Le premier single Recover n'atteint pas les classements, mais le NME les inclus dans sa tournée, et se réfère à eux comme « le son de 2006 », ; le groupe obtient rapidement le succès et est récompensé meilleur nouveau groupe aux Pop Factory Awards 2005.
Après avoir tourné avec The Kooks au début de 2006, le groupe sort son deuxième single, Raoul, le 27 mars 2006, étant le premier éligible atteignant la 35e place de l'UK Singles Chart ; le morceau On the Campaign Trail est aussi publié sur le CD single, et Trophy Wives est publié en vinyle ; le single est fdiffusé sur MTV Two entre autres, et le groupe tournera en soutien au single et à son nouvel album. Le 27 avril 2006, Not Accepted Anywhere est annoncé ; l'album 12 pistes sera publié chez B-Unique Records le 19 juin 2006, avec un nouveau single, Monster. À la sortie de l'album, celui-ci reçoit u naccueil mitigé, notamment à cause des cris en fond pitchés d'Alex Pennie,. L'album atteint dans grands chiffres de vente, et se classe troisième de l'UK Album Chart, où il reste près d'un an et demi ; le single Monster est aussi un grand succès qui atteint la quatrième place des classements. L'EP Raoul, une collection de faces B et de chansons inédites qui n'ont pas été incluses dans l'album, est publié le 17 juillet 2006
Après la sortie de l'album, le groupe joue en tournée avec Cat the Dog et Viva Machine, puis pendant 13 dates britanniques, apparaissant notamment au GMTV aet à des festivals locaux comme T4 on the Beach et T in the Park. La réédition de leur single Recover atteint la 32e place des classements, après sa sortie le 18 septembre 2006. Le groupe joue aussi en Europe et au Japon. À Noël 2006, le groupe écrit deux nouveaux morceaux qu'il jouera au NME Rock Tour 2007 ; ils s'intitulent Steve McQueen et Revolution (ou Secret Police) qui s'accompagnera d'une reprise de Life During Wartime des Talking Heads, et d'un cinquième et dernier single de Not Accepted Anywhere, une autre réédition de Recover,. Le single se classe 36e, moins bien que lorsqu'il était classé 32e,.
Après une tournée britannique, le groupe sort Not Accepted Anywhere en Amérique du Nord en juin. Il est précédé par une venue au Warped Tour 2007. Le groupe embarque ensuite dans une tournée américaine, avant de revenir chez eux pour une dernière date en soutien à Not Accepted Anywhere au Get Loaded in the Park,.

### This Is a Fix(2007–2008)
Le 18 septembre 2007, The Automatic annonce le départ d'Alex Pennie de Automatic. Alex joue pour la dernière fois avec les membres au Get Loaded in the Park 2007, mais restera actif dans l'enregistrement de leur prochain album, This Is a Fix,. En novembre 2007, le NME rapporte que le groupe n'a plus eu contact direct avec Pennie depuis la séparation. Hawkins parlera avec lui sur MySpace, expliquant qu'il va bien et qu'il a un nouveau groupe de punk rock. Pennie confirme en 2009 explique avoir eu un pincement au cœur après avoir accédé avec son groupe Decimals au même studio qu'avec The Automatic, travaillant avec les mêmes personnes, une situation qu'il décrit comme « revenir avec son ex-copine. »
Ils recrutent par la suite Paul Mullen de Yourcodenameis:Milo comme guitariste, chanteur et claviériste, permettant ainsi de ne pas remplacer directement Alex Pennie. Le groupe travaille et enregistre déjà dix morceaux, dont deux (Steve McQueen et Secret Police) qui seront joués en 2007 lors de différentes tournées,,,.
L'enregistrement de leur album se termine en mars, et le groupe entame une mini-tournée dan de petits clubs « à proximité des fans », avec leurs amis de Viva Machine et avec notamment Canterbury et Attack Attack à quelques dates. Le premier single issu de This Is a Fix est annoncé sous le titre de Steve McQueen, et joué au NME 2007 Tour, et publié le 18 août 2008,.

### Tear the Signs Down(2009–2010)

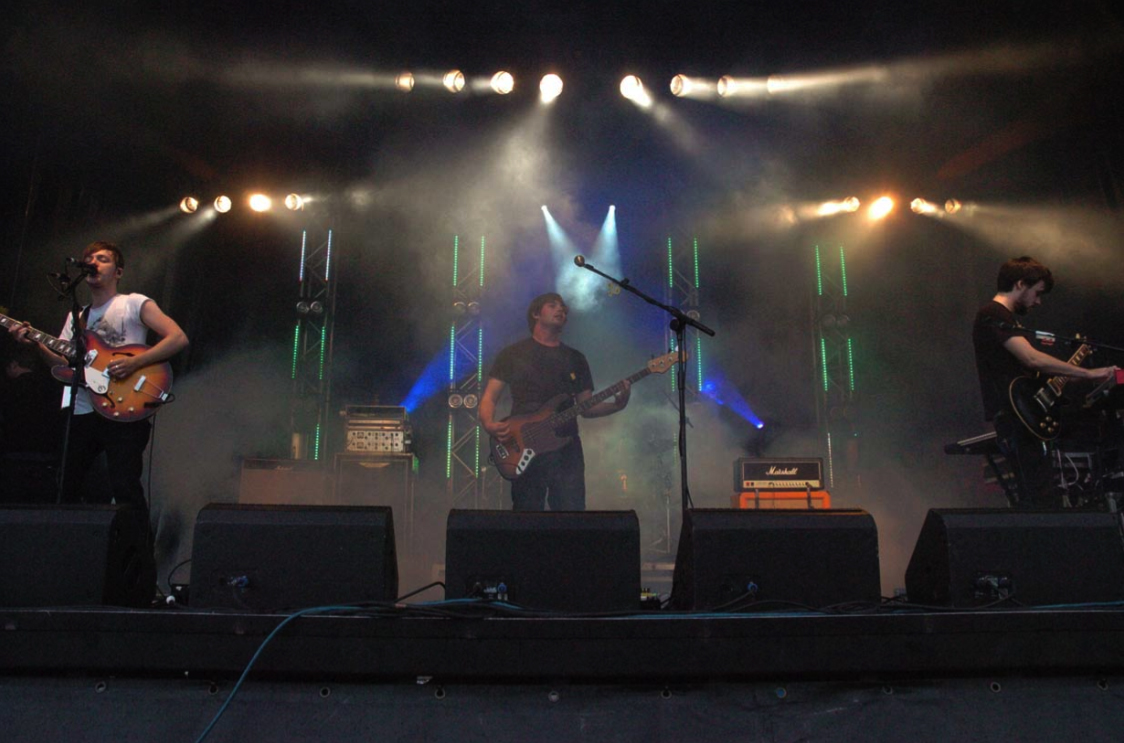
The Automatic au festival Barry Waterfront en 2009.

Au début de 2009, le groupe commence à enregistrer de nouveaux morceaux, et dès mars, certains en sont déjà au stade du développement, et d'autres en phase de démo. Après quatre morceaux enregistrés en avril, le groupe annonce un troisième album
Le 28 septembre 2009, le groupe annonce plusieurs dates britanniques en novembre coïncidant avec la sortie du single Interstate,. Le groupe révèle avoir mis un terme à son contrat avec B-Unique et Polydor Records ; la distribution et campagne publicitaire de This Is a Fix n'atteindra pas l'effet escompté. À la place, le groupe auto-finance son troisième album, et Armoured Records est fondé, et distribué par EMI Group.
En octobre, le tournage du clip du single Interstate prend place à Cardiff devant le Chapter Arts Centre en face d'une sculpture en bois créée par Alan Goulbourne,.
Entre janvier et mars 2010, des dates de tournée sont révélées par le magazine The Fly après la fin des dates en novembre. Le second single, Run and Hide, autrefois intitulé Parasol, est diffusé sur la BBC Radio 1 par Zane Lowe le 19 janvier 2010, et prévu pour le 1er mars 2010 – une semaine avant la sortie de l'album. Le clip est diffusé une semaine plus tard, à la réouverture du Cardiff Coal Exchange. Tear the Signs Down est, comme pour son prédécesseur, accueilli d'une manière mitigée par la presse spécialisée, Rock Sound le note d'un 9/10, mais The Skinny le note que d'une étoile sur cinq

### Autres projets (depuis 2010)
The Automatic est actuellement inactif, sans véritable plan pour les tournées, et ne prévoit pas non de se séparer. Mullen forme le groupe Young Legionnaire avec le bassiste de Bloc Party, Gordon Moakes, qui sortira le premier album Crisis Works en 2011, et Frost forme un projet appelé EFFORT avec le DJ Jen Long, publiant ainsi l'EP en 2010.

## Membres

### Membres actuels
- Robin Hawkins - chant, basse, synthétiseur, clavier et flûte (depuis 1998)
- James Frost - guitare, synthétiseur, clavier, percussions, basse et chœurs (depuis 1998)
- Iwan Griffiths - batterie (depuis 1998)
- Paul Mullen - chant, guitare, synthétiseur et clavier (depuis 2007)

### Ancien membre
- Alex Pennie - synthétiseur, clavier, percussions et chant (2003 - 2007)

## Discographie

### Albums studio
- 2006 : Not Accepted Anywhere
- 2008 : This Is a Fix
- 2010 : Tear the Signs Down